# 藤原高遠
藤原 高遠（ふじわら の たかとお）は、平安時代中期の公卿・歌人。藤原北家小野宮流、参議・藤原斉敏の子。官位は正三位・大宰大弐。中古三十六歌仙の一人。

## 経歴
村上朝の応和4年（964年）従五位下に叙爵。康保4年（967年）侍従に任ぜられた後、右兵衛佐・右近衛少将・左近衛少将と冷泉朝から円融朝初頭にかけて武官を歴任する。
円融朝に入ると、安和3年（970年）従五位上、天延2年（974年）正五位下、天延4年（976年）従四位下と俄に昇進し、天元4年（981年）には皇太子・師貞親王の春宮権亮に任ぜられる。
永観2年（984年）師貞親王の即位（花山天皇）に伴い春宮権亮を務めた功労により正四位下に叙せられ、花山朝では右馬頭・内蔵頭を歴任した。
一条朝では、永延元年（987年）右兵衛督に任ぜられると、永祚2年（990年）には一条天皇の円融寺行幸に際して天皇の笛の師を務めた功労により従三位に叙せられ公卿に列す。のち、兵部卿・左兵衛督と武官を歴任する。寛弘元年（1004年）大宰大弐に任ぜられ九州に下り、翌寛弘2年（1005年）には任国へ下向した労により正三位に叙せられる。寛弘6年（1009年）筑前守・藤原文信に訴えられ、大宰大弐の職を停められて帰洛。
三条朝の長和2年（1013年）5月16日薨去。享年65。最終官位は前大宰大弐正三位。

## 人物
一条天皇の笛の師であり、三位に叙せられたのは笛の妙曲によるものだった。
康保3年（966年）閏8月の三条左大臣頼忠前栽合に出詠。『拾遺和歌集』（1首）以下の勅撰和歌集に27首が入集。家集に『大弐高遠集』がある。

## 官歴
注記のないものは『中古歌仙三十六人伝』による。
- 応和4年（964年） 正月7日：従五位下（東宮御給）
- 康保4年（967年） 7月23日：侍従
- 康保5年（968年） 正月13日：右兵衛佐
- 安和2年（969年） 正月27日：右近衛少将
- 安和3年（970年） 正月：兼近江権介[6]。8月5日?：左近衛少将[6]。11月27日：従五位上
- 天延2年（974年） 正月7日：正五位下（近衛府労）
- 天延4年（976年） 正月7日：従四位下、讃岐権守
- 天元元年（978年） 10月17日：民部権大輔
- 天元4年（981年） 12月27日：春宮権亮（皇太子・師貞親王（のち花山天皇））
- 永観2年（984年） 10月10日：正四位下（先坊亮労）。10月30日：右馬頭
- 寛和2年（986年） 正月28日：兼内蔵頭
- 永延元年（987年） 7月11日：右兵衛督、正右馬頭兼内蔵頭
- 永祚2年（990年） 正月11日：従三位（行幸円融寺御遊之次依為主上御笛師）
- 正暦3年（992年） 8月23日：兵部卿
- 長徳2年（996年） 9月17日：左兵衛督
- 寛弘元年（1004年） 12月：大宰大弐
- 寛弘2年（1005年） 4月24日：正三位（赴任賞）
- 寛弘6年（1009年） 8月：停大宰大弐
- 長和2年（1013年） 5月16日：薨去（前大宰大弐正三位）

## 系譜
- 父：藤原斉敏
- 母：藤原尹文の娘
- 養子
  - 男子：藤原資高 - 同母弟藤原懐平の子